# Edward Murphy Jr.
 (avril 2025).
Si vous disposez d'ouvrages ou d'articles de référence ou si vous connaissez des sites web de qualité traitant du thème abordé ici, merci de compléter l'article en donnant les références utiles à sa vérifiabilité et en les liant à la section « Notes et références ».
Pour les articles homonymes, voir Edward Murphy et Murphy.
Edward Murphy Jr. (né le 15 décembre 1836 à Troy et décédé le 3 août 1911 à Elberon dans le comté de Monmouth) était un sénateur de l'État de New York, un homme d'affaires et le maire de Troy (New York).